# Atanasio IV di Alessandria
Atanasio IV (XIV secolo – 1425), è stato papa e patriarca greco-ortodosso di Alessandria e di tutta l'Africa tra il 1417 e il 1425.